# أينو آلتو
أينو آلتو (بالفنلندية: Aino Aalto) هي مصممة ومهندسة معمارية فنلندية، ولدت في 25 يناير 1894 في هلسنكي في فنلندا، وتوفي بنفس المكان في 13 يناير 1949.

## وصلات خارجية
- أينو آلتو على موقع الموسوعة البريطانية (الإنجليزية)